# Shadowhunters - Signore delle ombre
Shadowhunters - Signore delle ombre è un libro urban fantasy scritto da Cassandra Clare. Viene pubblicato il 23 maggio 2017 in lingua originale e il 18 settembre 2017 in italiano. È il secondo libro della saga Shadowhunters - Dark Artifices e narra degli avvenimenti seguenti a quelli avvenuti in Shadowhunters - Signora della mezzanotte.

## Trama
(Julian Blackthorn a Emma Carstairs)
Le vicende trattate da questo libro sono posteri a quelle trattate in Signora della Mezzanotte e trattano ed approfondiscono temi già presentati nel suo prequel.
Emma ha vendicato i suoi genitori ma la pace con se stessa è molto lontana dall'avverarsi. I suoi sentimenti per Julian, nonostante cerchi di far ogni cosa per limitarli, diventano ogni giorno più forti ma in cuor suo sa che la maledizione che incombe su di loro può divenire un pericolo per coloro che le stanno attorno.
Una nuova minaccia incombe sulla famiglia Blackthorn e l'unica soluzione per risolvere il problema è ottenere il Volume Nero: un antico libro di magia oscura agognato da tutti per il suo potere. Julian si troverà quindi a dover allearsi con la corte Seelie per fronteggiare la minaccia posta dal Re della Corte Unseelie. Quest'ultimo invierà i suoi migliori uomini sulle tracce dei Blackthorn e del libro.
Nel frattempo a Los Angeles la Corte ha ottenuto ancora più autorità e si prepara a fare la sua mossa per rinforzare la Pace Fredda tra Shadowhunters e Nascosti portando quindi a un inesorabile sistema di controllo e schematizzazione dei "Diversi".
Con il pericolo ormai alle porte i protagonisti dovranno muoversi in mezzo a intrighi e potenti nemici finendo per scontrarsi, il più delle volte, con i propri sentimenti.

## Personaggi
- Emma Carstairs: è una Shadowhunter di 17 anni pronta a tutto per scoprire chi ha ucciso i suoi genitori e poterli così vendicare.
- Julian Blackthorn: è uno Shadowhunters di 17 anni. Si è preso cura dei suoi fratelli fin da quando i suoi genitori sono morti durante la Guerra Oscura. È il parabatai di Emma.
- Mark Blackthorn: è per metà fata e per metà Shadowhunters. Viene abbandonato nella Caccia Selvaggia dal Conclave per il crimine di essere un mezzosangue. Le fate lo useranno come merce di scambio per ottenere l'aiuto degli Shadowhunters dell'Istituto di Los Angeles.
- Cristina Rosales: è una Shadowhunters facente parte dell'Istituto di Città del Messico. Diviene la migliore amica di Emma.
- Diana Wrayburn: è la tutor dei giovani Shadowhunters dell'Istituto.
- Arthur Blackthorn: è il capo dell'istituto di Los Angeles. Ha dei problemi di comprensione dello spazio e del tempo a causa delle torture subite nel mondo delle fate.
- Diego Rosales: è uno Centurione proveniente da Città del Messico.
- Livia Blackthorn: è la gemella di Tiberius Blackthorn. È coraggiosa e molto protettiva nei confronti della sua famiglia.
- Tiberius Blackthorn: è il gemello di Livia Blackthorn. Aiuterà Kit ad ambientarsi nel mondo degli Shadowhunters.
- Christopher "Kit" Herondale: è il figlio di Johnny Rook. Viene chiamato " l'Herondale perduto".
- Drusilla e Octavian Blackthorn: sono i due membri più piccoli della famiglia Blackthorn.
- Annabel Blackthorn: è l'amata di Malcolm Fade. Viene resuscitata da quest'ultimo.
- Kieran: è il principe della corte Unseelie e membro della Caccia Selvaggia. Amante di Mark Blackthorn.
- Malcolm Fade: è il Sommo Stregone di Los Angeles
- Re della Corte Unseelie: è il principale antagonista del libro

## Capitoli
I titoletti dei 29 capitoli del libro sono parti di versi provenienti (scelte senza un ordine preciso) della poesia Dreamland di Edgar Allan Poe. Nell'edizione italiana, il libro si divide in due parti:
Parte Prima: Terra di Sogno
1. Immobili acque
2. Sconfinate acque
3. Dove dimorano i vampiri
4. Una strana, selvaggia contrada
5. Alla terra e al cielo
6. Incontra il viandante
7. Mari senza lidi
8. Presso il fiume
9. Questi luoghi
10. Tale è del monarca il volere
11. Su un nero trono
12. Presso quelle montagne
13. Terra di sogno
14. Attraverso annebbiati vetri

Seconda Parte: Thule
1. Antichi amici
2. Mentre gli passano accanto
3. Battuto
4. Memorie del passato
5. Quei grigi boschi
6. Per sempre
7. Occhio umano che non si serri
8. Più sconsacrato luogo
9. Cieli di fuoco
10. Legione
11. Gemono e sospirano
12. Erra nell'ombra
13. Solo angeli malvagi
14. Dolente
15. Ultima Thule

## Edizioni
- Cassandra Clare, Shadowhunters - Dark Artifices. Signore delle ombre, traduzione di M. Carozzi, collana Chrysalide, Arnoldo Mondadori Editore, 2017, formato rilegato, 649 pagine, copertina rigida, ISBN 880467895X[1].

## Contenuti speciali
- La prima edizione del Nord America ha 30 rune disegnate da Valerie Freire e stampate all'interno della copertina.
- Alcune delle edizioni speciali includono una mappa di Alicante sul retro del libro.
- Molte edizioni speciali o limitate (come quella di Barnes & Noble) contengono una storia inedita riguardante Tessa, Jem e Will e degli altri personaggi facenti parte della saga Shadowhunters - Le origini.[2]
- L'edizione di Costco include un disegno speciale: il ritratto di Emma fatto da Julian nel corso della storia.

## Informazioni aggiuntive
- Il libro doveva intitolarsi originalmente Prince of Shadows[3].
- La narrazione viene affidata a più punti di vista: quello di Emma, Julian, Cristina, Mark, Kit, Ty, Dru, Livvy, Kieran, Diana e Annabel.
- Il titolo, come per Signora della Mezzanotte, si riferisce al re della corte Unseelie.
- L'inizio del libro è posto cronologicamente due settimane dopo gli eventi di Shadowhunters - Signora della mezzanotte.
- Nel libro è presente un easter egg riguardante Magisterium, un'altra serie di Cassandra Clare. Zara pronuncia la frase "Il fuoco vuole bruciare" già comparsa all'interno dell'altra serie.

## Critica
Il libro è stato apprezzato dal 95% degli utenti di Google. Sono state rilasciate numerose recensioni sia positive che negative al riguardo dell'opera definendola positivamente, come "un libro ben scritto, ti cattura e vorresti leggerlo tutto in un fiato, i personaggi son ben descritti, anche le scene sono molto ben descritte che sembri catapultato dentro", ma anche negativamente, "pur essendo una buona continuazione, non ne sono rimasta pienamente soddisfatta.". L'opera ha riscontrato un decremento dell'indice di apprezzamento pari al 2% rispetto al primo libro della saga.